# Emilia de San José
Emilia Chapellín Istúriz, plus connue sous son nom de religieuse Mère Emilia de San José (Émilie de Saint-Joseph), née à Caracas au Venezuela le 7 décembre 1858, morte à La Guaira au Venezuela le 18 janvier 1893, est une religieuse vénézuélienne, reconnue vénérable par l'Église catholique,. 
Elle crée en 1890 la congrégation des Petites Sœurs des pauvres de Maiquetía. C'est la première congrégation religieuse catholique établie au Venezuela depuis 1874, quand le président Antonio Guzmán Blanco a fait fermer ce type d'institutions. 
Emilia de San José fonde également et dirige l'hôpital San José de Maiquetía. Elle effectue la fondation de cette congrégation et de cet hôpital avec l'aide du prêtre vénézuélien Santiago Machado, qui dessert l'église San Sebastián de Maiquetía.

## Biographie

### Jeunesse, études
Emilia Chapellín Istúriz est née au sein d'une famille aisée. Ses parents sont Ramón Chapellín et Trinidad Istúriz. Elle est baptisée le 12 janvier 1859 dans la cathédrale de Caracas. 
Elle effectue ses études chez les demoiselles Montserrat.

### Début de vie religieuse, fondation de l'hôpital
En 1887 elle se rend à Curaçao, dans les Petites Antilles, pour entrer dans la congrégation des sœurs tertiaires de Saint François, parce qu'il n'y a aucune communauté religieuse au Venezuela. Mais elle n'y reste que sept mois, à cause de graves problèmes de santé, et doit rentrer,.
Elle s'inscrit en 1888 à la Pieuse Association de Saint Joseph (San José) à Maiquetía. Elle effectue dans cette ville une œuvre sociale pour les plus démunis ; avec le père Santiago Florencio Machado, elle crée l'Association des jeunes filles, qui a pour but de prendre en charge des patients à domicile. 
Elle fonde ensuite l'hôpital Saint Joseph de Maiquetía, le 25 septembre 1889. Elle s'y consacre alors à plein temps, au service des infirmes et des malades,.

### Fondation de la congrégation
Elle fonde en 1889 la Congrégation des Petites Sœurs des Pauvres de Maiquetía. C'est la première congrégation religieuse du pays. Avec cette congrégation, la fondatrice a pour objectif de prendre soin des pauvres, des mendiants, des malades et des sans-abri,. Le 25 octobre 1889 elle prend l'habit religieux ; le 19 avril 1890 elle effectue sa profession religieuse.
Mère Emilia de San José fonde ensuite à Caracas un établissement similaire, tenu par des religieuses du même ordre. C'est à cette époque qu'elle attrape la tuberculose.
Elle prononce ses vœux perpétuels le 11 décembre de 1892 in articulo mortis (à l'article de la mort). Son travail constant et le peu de cas qu'elle fait de sa santé aggrave sa maladie et augmente la fréquence de ses crises.
Mère Emilia meurt de tuberculose à 34 ans le 18 janvier 1893 à Macuto, dans l'actuel État de La Guaira, après avoir reçu la communion,,. Sa tombe se trouve dans le patio intérieur de l'hôpital Saint Joseph de Maiquetía.

## Béatification
Le procès en béatification de Mère Emilia est ouvert le 7 décembre 1957. La procédure est approuvée par le Saint-Siège le 24 février 1979. L'enquête sur un miracle attribué à l'intercession de Mère Emilia, qui s'est produit au dispensaire Padre Machado, est officialisée en avril 1992. 
Le 23 décembre 1993 ses vertus sont reconnues héroïques par le pape Jean-Paul II. Elle est proclamée « vénérable »,.

## Hommages
Le collège Madre Emilia, à Maiquetía, porte son nom.